# پاتریشا مک‌کنزی
پاتریشا مک‌کنزی (انگلیسی: Patricia McKenzie) بازیگر، رقصنده و خواننده اهل کانادا است. وی بیشتر برای نقش رینا (به انگلیسی: Reena) در سریال تلویزیونی چارلی جید و نیز نقش جن در سریان جاش برهنه مشهور است.